# Edmund Buła
Edmund Buła (ur. 17 października 1926 w Zagórzu, zm. 11 lipca 2012 we Wrocławiu) – żołnierz, dyplomata, generał brygady tzw. ludowego Wojska Polskiego, Szef Wojskowej Służby Wewnętrznej w latach 1986–1990.

## Życiorys
Edmund Buła urodził się 17 października 1926 roku w Zagórzu koło Sosnowca, w rodzinie Józefa i Bronisławy. Absolwent Wyższej Szkoły Rolniczej, z wykształcenia zootechnik. Służbę wojskową w kontrwywiadzie wojskowym rozpoczął w 1945, jako słuchacz Kursu Oficerów Informacji, następnie po ukończeniu kursu w sierpniu (1945), oficer Wydziału Informacji 17 Dywizji Piechoty w Krakowie, oficer informacji w 28 pułku piechoty w Przemyślu (od 1947), starszy oficer Oddziału II Głównego Zarządu Informacji WP, zajmującego się walką z agenturą przeciwnika i tropieniem jej, przesłuchiwaniem jeńców będących przedmiotem zainteresowania GZI WP i innych instytucji. Następnie od lipca 1949 roku do lutego 1951 roku był szefem Sekcji Informacji Oficerskiej Szkoły Inżynieryjno–Saperskiej we Wrocławiu. Od lutego do października 1951 roku pełnił funkcję zastępcy szefa Wydziału Informacji 4 Dywizji Piechoty w Krośnie Odrzańskim. Między 16 października a 26 listopada 1951 roku – zastępcy szefa Wydziału Informacji 11 Dywizji Zmechanizowanej w Żaganiu. 
26 listopada 1951 roku został przeniesiony do Okręgowego Zarządu Informacji nr 8 w Gdyni na stanowisko pełniącego obowiązki kierownika sekcji I zajmującej się kontrwywiadowczą ochroną Dowództwa Marynarki Wojennej. 1 maja 1952 roku, po przeformowaniu zarządu na nowy etat, został wyznaczony na stanowisko szefa wydziału I. Kierowany przez niego wydział miał takie samo zadanie jak dotychczasowa sekcja I. Od 14 kwietnia 1953 roku zajmował stanowisko szefa Wydziału Informacji Lotnictwa Marynarki Wojennej. Od 1 września tego roku był słuchaczem Kursu Doskonalenia Oficerów w Oficerskiej Szkole Informacji w Wesołej. W czasie służby w OZI nr 8 poznał Edwarda Poradko, który służbę w Gdyni rozpoczął w październiku 1951 roku na stanowisku kierownika sekcji IV (śledczej). Wiosną 1953 roku major Eugeniusz Gajdzik, ówczesny szef Wydziału Informacji Obrony Wodnego Rejonu Głównej Bazy Marynarki Wojennej zarzucił szefowi zarządu pułkownikowi Jerzemu Szerszeniowi faworyzowanie kapitana Buły i majora Poradko. 10 maja 1954 roku został szefem Oddziału Informacji 8 Korpusu Armijnego w Olsztynie. Od 26 lipca 1955 roku do 28 sierpnia 1956 roku razem z Edwardem Poradko był słuchaczem kursu specjalnego w Wyższej Szkole KGB (ros. Высшая школа КГБ) w Moskwie. Po powrocie do kraju objął stanowisko zastępcy szefa Zarządu Informacji Wojsk Lotniczych i Obrony Przeciwlotniczej Obszaru Kraju w Warszawie.
28 stycznia 1957 roku, po przeformowaniu Informacji Wojska Polskiego w Wojskową Służbę Wewnętrzną, został wyznaczony na stanowisko szefa Oddziału WSW we Wrocławiu. 16 sierpnia 1963 roku został mianowany szefem Oddziału II - zastępcą szefa Zarządu WSW Śląskiego Okręgu Wojskowego we Wrocławiu. 29 marca 1965 roku został szefem Oddziału I - zastępcą szefa Zarządu WSW ŚOW do spraw kontrwywiadu. 6 września 1967 roku powierzono mu pełnienie obowiązków szefa Zarządu WSW ŚOW we Wrocławiu. 25 maja 1968 roku został zatwierdzony na tym stanowisku. Z racji zajmowanego stanowiska był przewidziany do objęcia w przypadku mobilizacji funkcji szefa Zarządu WSW 2 Armii - związku operacyjnego formowanego na bazie Śląskiego Okręgu Wojskowego. W tej roli wystąpił latem i jesienią 1968 roku, w czasie interwencji członków Układu Warszawskiego w Czechosłowacji. Od 14 września 1976 roku do 12 lutego 1980 roku sprawował funkcję attaché wojskowego, lotniczego i morskiego przy Ambasadzie PRL w Belgradzie. 2 maja 1980 roku został głównym specjalistą w Szefostwie WSW w Warszawie, a w następnym roku zastępcą szefa Wojskowej Służby Wewnętrznej. 11 października 1982 roku „za wzorową służbę i pracę w Siłach Zbrojnych Polskiej Rzeczypospolitej Ludowej oraz szczególne zasługi dla socjalistycznej Ojczyzny w okresie stanu wojennego” został wyróżniony wpisem do Honorowej Księgi Czynów Żołnierskich. 15 października 1986 roku zastąpił generała dywizji Edwarda Poradko na stanowisku szefa Wojskowej Służby Wewnętrznej. 9 października 1987 roku w Belwederze odebrał z rąk przewodniczącego Rady Państwa PRL generała armii Wojciecha Jaruzelskiego akt nominacji na stopień generała brygady. Funkcję szefa WSW sprawował do 31 lipca 1990 roku.
W latach 1988–1989 na jego rozkaz zniszczono znaczną część akt GZI MON i WSW przechowywanych w Archiwum Szefostwa WSW na terenie Centrum Szkolenia Wojskowej Służby Wewnętrznej w Mińsku Mazowieckim, ale najpierw rozkazał je sfotografować (mikrofilm) i wysłać GZW SG SZ ZSRR. Został za to skazany 26 czerwca 1996 przez Sąd Warszawskiego Okręgu Wojskowego na dwa lata więzienia z zawieszeniem na trzy lata. 
Zmarł 11 lipca 2012 roku we Wrocławiu. Pochowany 14 lipca 2012 roku na Cmentarzu Osobowickim.

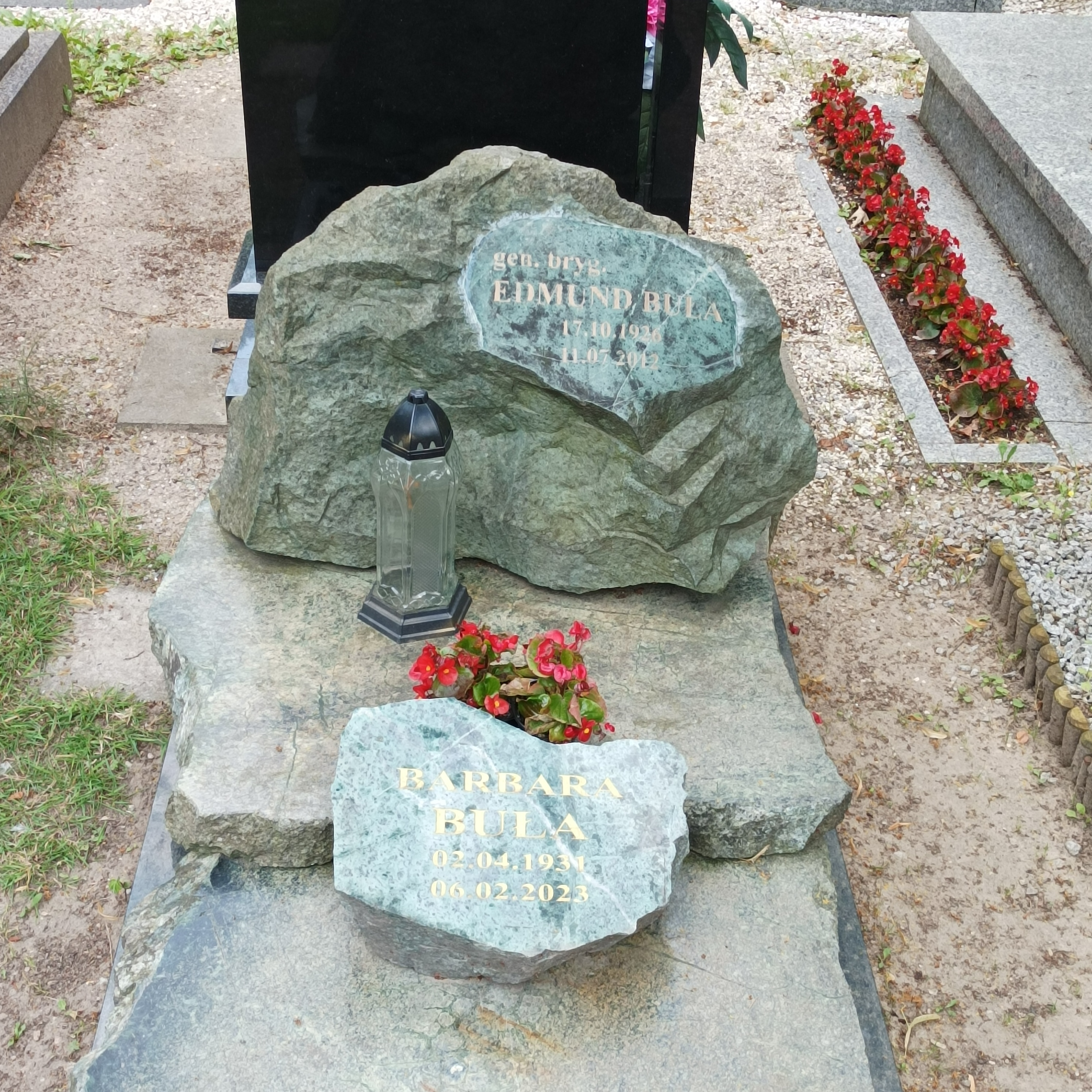
Grób gen. Edmunda Buły na Cmentarzu Osobowickim

## Awanse
- podporucznik - 1945
- porucznik - brak danych
- kapitan - 1949
- major - 1953
- podpułkownik - 1958
- pułkownik - 1967
- generał brygady - 1987

## Życie prywatne
Mieszkał we Wrocławiu. Od 1951 żonaty z Barbarą z domu Kraba, z zawodu dyplomowaną pielęgniarką, która przepracowała 42 lata w służbie zdrowia. Małżeństwo miało syna.

## Przebieg służby
Pełny przebieg służby Edmunda Buły:
| Lp | Nazwa jednostki | Nazwa komórki                                                                                        | Stanowisko                                                         | Data rozpoczęcia |
| 1  | GZI WP          | Wydział Informacji Krakowskiego Okręgu Wojskowego, Wydział Informacji 17 Dywizji Piechoty w Krakowie | praktykant                                                         | 15-08-1945       |
| 2  | GZI WP          | Wydział Informacji Okręgu Wojskowego Nr VII, Wydział Informacji 9 Dywizji Piechoty w Rzeszowie       | zastępca oficera informacji                                        | 12-1945          |
| 3  | GZI WP          | Wydział Informacji Okręgu Wojskowego Nr Vii, Wydział Informacji 9 Dywizji Piechoty w Rzeszowie       | oficer informacji                                                  | 20-05-1946       |
| 4  | GZI WP          | Oddział Informacji Okręgu Wojskowego Nr V, Sekcja II                                                 | oficer informacji                                                  | 05-12-1947       |
| 5  | GZI WP          | oddział II                                                                                           | starszy oficer informacji                                          | 22-07-1948       |
| 6  | GZI WP          | Okręgowy Zarząd Informacji Nr Iv, Sekcja Informacji Oficerskiej Szkoły Saperów we Wrocławiu          | kierownik                                                          | 09-07-1949       |
| 7  | GZI MON         | Okręgowy Zarząd Informacji Nr IV, Wydział Informacji 4 Dywizji Piechoty                              | zastępca szefa                                                     | 10-02-1951       |
| 8  | GZI MON         | Okręgowy Zarząd Informacji Nr IV, Wydział Informacji 11 Dywizji Zmechanizowanej w Żaganiu            | zastępca szefa                                                     | 15-10-1951       |
| 9  | GZI MON         | Okręgowy Zarząd Informacji Nr VIII, Sekcja I                                                         | p.o. kierownika                                                    | 26-11-1951       |
| 10 | GZI MON         | Okręgowy Zarząd Informacji Nr VIII, Wydział I                                                        | szef                                                               | 01-05-1952       |
| 11 | GZI MON         | Okręgowy Zarząd Informacji Nr VIII, Wydział Informacji Lotnictwa Marynarki Wojennej                  | szef                                                               | 14-04-1953       |
| 12 | OSI             | Wesoła - Kurs Doskonalenia Oficerów                                                                  | słuchacz                                                           | 01-09-1953       |
| 13 | GZI MON         | Zarząd Informacji Pomorskiego Okręgu Wojskowego, Oddział Informacji 8 Korpusu Armijnego w Olsztynie  | szef                                                               | 10-05-1954       |
| 14 | GZI MON         | Zarząd I                                                                                             | zastępca Szefa                                                     | 15-11-1954       |
| 15 | GZI KdsBP       | Zarząd Informacji Wojsk Lotniczych i Obrony Przeciwlotniczej Obszaru Kraju                           | zastępca Szefa                                                     | 28-08-1956       |
| 16 | GZI KdsBP       | Zarząd Informacji Wojsk Lotniczych i Obrony Przeciwlotniczej Obszaru Kraju                           | zastępca Szefa                                                     | 28-08-1956       |
| 17 | Zarząd WSW ŚOW  | Oddział WSW Wrocław                                                                                  | Szef                                                               | 28-01-1957       |
| 18 | Zarząd WSW ŚOW  | Oddział II                                                                                           | zastępca Szefa Zarządu jednocześnie Szef Oddziału                  | 16-08-1963       |
| 19 | Zarząd WSW ŚOW  | Oddział I                                                                                            | Zastępca szefa zarządu ds. Kontrwywiadu jednocześnie Szef Oddziału | 29-03-1965       |
| 20 | Zarząd WSW ŚOW  | Wrocław                                                                                              | p.o. Szefa                                                         | 06-09-1967       |
| 21 | Zarząd WSW ŚOW  | - | Szef                                                               | 25-05-1968       |
| 22 | Zarząd II SG WP | Oddział Attachatów Wojskowych                                                                        | attaché wojskowy, morski i lotniczy                                | 14-09-1976       |
| 23 | Szefostwo WSW   | do dyspozycji szefa                                                                                  | -                                                                  | 12-02-1980       |
| 24 | Szefostwo WSW   | - | główny specjalista                                                 | 24-04-1980       |
| 25 | Szefostwo WSW   | - | zastępca Szefa                                                     | 04-08-1981       |
| 26 | Szefostwo WSW   | I zastępca Szefa                                                                                     | -                                                                  | 03-01-1985       |
| 27 | Szefostwo WSW   | - | Szef                                                               | 15-10-1986       |
| -- | --------------- | --- | ------------------------------------------------------------------ | ---------------- |

## Ordery i odznaczenia
- Order Sztandaru Pracy I klasy (1988)[11]
- Krzyż Oficerski Orderu Odrodzenia Polski w 1968 – za udział w operacji „Dunaj” (czyli inwazję wojsk Układu Warszawskiego na Czechosłowację)
- Złoty Krzyż Zasługi
- Krzyż Walecznych – za walki z UPA o Birczę w kwietniu 1946
- Złoty Medal „Za zasługi dla obronności kraju”
- Złoty Medal „Siły Zbrojne w Służbie Ojczyzny”
- Srebrny Medal Zasłużonym na Polu Chwały
- Srebrny Medal „Za zasługi dla obronności kraju”
- Srebrny Medal „Siły Zbrojne w Służbie Ojczyzny”
- Brązowy Medal Zasłużonym na Polu Chwały
- Brązowy Medal „Za zasługi dla obronności kraju”
- Brązowy Medal „Siły Zbrojne w Służbie Ojczyzny”
- Medal 10-lecia Polski Ludowej
- Medal 30-lecia Polski Ludowej
- Medal 40-lecia Polski Ludowej
- Medal im. Ludwika Waryńskiego (1988)[12]
- Złoty Medal „Za Zasługi w Umacnianiu Przyjaźni PRL-ZSRR” (1987, TPPR)[13]
- Odznaka „Zasłużonemu Opolszczyźnie” (1973)[14]
- Order Wojny Ojczyźnianej I stopnia (ZSRR, 1968)[15]
- Medal 70-lecia Sił Zbrojnych ZSRR (ZSRR, 1988)[16]

## Odsyłacze zewnętrzne
- Edmund Buła. Dane osoby z katalogu funkcjonariuszy aparatu bezpieczeństwa, Biuletyn Informacji Publicznej Instytutu Pamięci Narodowej.. katalog.bip.ipn.gov.pl. [zarchiwizowane z tego adresu (2016-03-04)].
- https://www.rp.pl/opinie-polityczno-spoleczne/art8301661-ostatnia-walka-agenta
- https://archiwum.rp.pl/artykul/96826-Bezprawne-zniszczenie-akt-WSW.html